# Municipio de Palmville
El municipio de Palmville (en inglés: Palmville Township) es un municipio ubicado en el condado de Roseau, Minnesota, Estados Unidos. Según el censo de 2020, tiene una población de 42 habitantes.

## Geografía
El municipio de Palmville está ubicado en las coordenadas 48°35′57″N 95°48′49″O / 48.59917, -95.81361. Según la Oficina del Censo de los Estados Unidos, el municipio tiene una superficie total de 92.66 km², de la cual 92,62 km² corresponden a tierra firme y (0,05 %) 0,04 km² es agua.

## Demografía
Según el censo de 2010, había 39 personas residiendo en el municipio de Palmville. La densidad de población era de 0,42 hab./km². De los 39 habitantes, el municipio de Palmville estaba compuesto por el 100 % blancos. Del total de la población el 0 % eran hispanos o latinos de cualquier raza.